# Ілюзія обману
«Ілюзія обману» (англ. Now You See Me, досл. «тепер ти мене бачиш») — американський кримінальний фільм режисера Луї Летер'є, що вийшов 21 травня 2013 року. У головних ролях Джессі Айзенберг, Марк Руффало.
Продюсуванням картини зайнялися Алекс Курцман і Роберто Орсі. В Україні прем'єра відбулась 30 травня 2013 року.

## Сюжет
| Фільм розповідає про банду професійних фокусників, які під час своїх виступів провертають зухвалі пограбування банків. Через деякий час до справи підключається ФБР, але викрити майстрів ілюзії виявляється зовсім не так просто. |

## У ролях
| Актор            | Персонаж         | Роль                                          |
| ---------------- | ---------------- | --------------------------------------------- |
| Джессі Айзенберг | Дж. Деніел Атлас | лідер команди професійних фокусників          |
| Вуді Гаррельсон  | Меррітт МакКінні | член команди професійних фокусників           |
| Айла Фішер       | Генлі            | член команди професійних фокусників           |
| Дейв Франко      | Джек Вайлдер     | член команди професійних фокусників           |
| Марк Руффало     | Ділан Родес      | агент ФБР                                     |
| Мелані Лоран     | Альма Варґас     | детектив Інтерполу                            |
| Морган Фрімен    | Таддеус Бредлі   | знаменитий викривач магії                     |
| Майкл Кейн       | Артур Тресслер   | спонсор команди професійних фокусників        |
| Каітріона Белфі  | Жасмін Тресслер  | дружина Артура                                |
| Common           | Фуллер           | агент ФБР                                     |
| Девід Варшофскі  | Ковен            | агент ФБР                                     |
| Джей Лароуз      | —                | агент ФБР                                     |
| Хосе Гарсія      | Етьєн Форсьє     | власник рахунку в Crédit Républicain de Paris |
| Конан О'Браєн    | Конан О'Браєн    | у ролі самого себе                            |

## Створення
Фільм знімали у містах США: Лас-Вегас, Новий Орлеан і Нью-Йорк та у Парижі (Франція).

## Сприйняття

### Критика
Станом на 15 квітня 2013 року рейтинг очікування фільму на сайті Rotten Tomatoes становив 99 % із 11,609 голосів, на Kino-teatr.ua — 100 % (4 голоси).
Фільм отримав загалом позитивно-змішані відгуки: Rotten Tomatoes дав оцінку 49 % на основі 148 відгуків від критиків (середня оцінка 5,7/10) і 72 % від глядачів із середньою оцінкою 3,8/5 (121,982 голоси). Загалом на сайті фільми має негативний рейтинг, фільму зарахований «гнилий помідор» від кінокритиків, але позитивний від глядачів («попкорн»), Internet Movie Database — 7,3/10 (117 375 голосів), Metacritic — 50/100 (35 відгуків критиків) і 7,0/10 від глядачів (285 голосів). Загалом на цьому ресурсі від критиків фільм отримав змішані відгуки, а від глядачів — позитивні відгуки.

### Касові збори
Під час показу у США, що почався 31 травня 2013 року, протягом першого тижня фільм був показаний у 2,925 кінотеатрах і зібрав $29,350,389, що на той час дозволило йому зайняти 2 місце серед усіх тогочасних прем'єр. Станом на 2 вересня 2013 року показ фільму триває 95 днів (13,6 тижня) і зібрав у прокаті у США $117,096,985, а у світі — $191,300,000, тобто загалом $308,396,985 при бюджеті $75 млн.